# Amata Kabua International Airport
Amata Kabua International Airport är en flygplats i Marshallöarna.   Den ligger i kommunen Majuro, i den sydöstra delen av Marshallöarna, 12 km väster om huvudstaden Majuro. Amata Kabua International Airport ligger 6 meter över havet.
Terrängen runt Amata Kabua International Airport är mycket platt.  Närmaste större samhälle är Majuro, 12,2 km öster om Amata Kabua International Airport. 